# تيد ماير
تيد ماير (بالإنجليزية: Ted Meyer)‏ هو لاعب دوري الرغبي نيوزيلندي، ولد في 27 يناير 1907، وتوفي في 5 يونيو 1981.